# Redsted Sogn
Redsted Sogn er et sogn i Morsø Provsti (Aalborg Stift).
I 1800-tallet var Hvidbjerg Sogn og Redsted Sogn annekser til Karby Sogn. Alle 3 sogne hørte til Morsø Sønder Herred i Thisted Amt. Karby-Hvidbjerg-Redsted sognekommune blev ved kommunalreformen i 1970 indlemmet i Morsø Kommune.
I Redsted Sogn ligger Redsted Kirke.
I sognet findes følgende autoriserede stednavne:
- Bakkehuse (bebyggelse)
- Ejstrup Mark (bebyggelse)
- Højgårdsmark (bebyggelse)
- Kløvenhøj (areal)
- Malhøj (bebyggelse)
- Palleshuse (bebyggelse)
- Porsmark (bebyggelse)
- Redsted (bebyggelse, ejerlav)
- Sindbjerg (bebyggelse, ejerlav)
- Sindbjerggårds Mark (bebyggelse)
- Tissinghuse (bebyggelse)
- Tornhøj (bebyggelse)